# Dangerously Yours
Dangerously Yours é um filme policial americano de 1937 dirigido por Malcolm St. Clair e estrelado por Phyllis Brooks, Cesar Romero e Jane Darwell. Foi um filme B feito pela 20th Century Fox, com cenários desenhados pelo diretor de arte Lewis H. Creber.

## Sinopse
O detetive Victor Morell (Ceasar Romero) assume o disfarce de um ladrão de joias para se infiltrar em uma quadrilha criminosa suspeita de ter roubado uma joia fabulosa. A comédia se passa em uma travessia transatlântica de Nova York para a Europa. Os passageiros incluem vários criminosos, investigadores de seguros e o próprio ladrão de joias, Julian Stevens (Alan Dinehart). Ao solucionar o caso e levar os criminosos à justiça, Morell se apaixona por uma integrante da gangue, Valerie Barton (Phyllis Brooks). Ela promete se recuperar e é colocada em liberdade condicional — com a instrução de denunciar o detetive, agora seu noivo.

## Elenco
- Cesar Romero como Victor Morell
- Jane Darwell como Cynthia Barton
- Earle Foxe como Eddie
- Leon Ames como Phil
- Phyllis Brooks como Valerie Barton
- Alan Dinehart como Julien Stevens
- Natalie Garson como Flo Davis
- John Harrington como Louis Davis
- Douglas Wood como Walter Chandler
- Albert Conti como Monet
- Leonid Snegoff como Boris